# Trener szachowy
Trener szachowy – tak jak w innych dyscyplinach jego zadaniem jest jak najlepsze przygotowanie szachisty do walki zarówno pod względem teoretycznym, jak i również psychologicznym i kondycyjnym.
Trener może przygotowywać zawodnika : 
- przez dłuższy okres (np. kilka lat)
- w czasie określonego turnieju
- przed określoną partią

Trener spełnia często funkcje sekundanta (wtedy poza pomaganiem w przygotowaniu debiutowym na bieżąco wychwytuje błędy). 
W wielu krajach wprowadza się kierunki trenerskie ze specjalnością szachy.
W ZSRR w latach 1931–1936 działała pierwsza katedra wiedzy o szachach przy Leningradzkim Instytucie Kultury Fizycznej. Systematyczne wykłady akademickie (jako dyscyplina fakultatywna) była prowadzona w Moskiewskim Uniwersytecie w latach 1947–1957. Od 1960 istnieje szachowa specjalizacja w Instytucie Wychowania Fizycznego w Moskwie. 
Przyjmując inne kryterium podziału można być trenerem np. klubu szachowego, reprezentacji (co wiąże się z innymi wymaganiami i kompetencjami trenera).
Od 2008 r. Międzynarodowa Federacja Szachowa corocznie przyznaje nagrody i medale dla najlepszych trenerów na świecie, w następujących kategoriach:
| Rok  | Trener mężczyzn Medal M.Botwinnika | Trener kobiet Medal S.Furmana | Trener juniorów Medal M.Euwego | Autor Medal I.Bolesławskiego | Nagroda specjalna Medal T.Petrosjana | Edukacja trenerów Medal J.Razuwajewa |
| ---- | ---------------------------------- | ----------------------------- | ------------------------------ | ---------------------------- | ------------------------------------ | ------------------------------------ |
| 2008 | Arszak Petrosjan                   | Ye Jiangchuan                 | Adrian Michalczyszyn           | Artur Jusupow                | Smbat Lputian                        |                                      |
| 2009 | Zurab Azmajparaszwili              | Ye Jiangchuan                 | Adrian Michalczyszyn           | Efstratios Griwas            | Aleksander Nikitin                   |                                      |
| 2010 | Wołodymyr Tukmakow                 | Jurij Dochojan                | Anatolij Bychowski             | Mark Dworecki                | Miguel Illescas Córdoba              |                                      |
| 2011 | Arszak Petrosjan                   | Jurij Dochojan                | Efstratios Griwas              | Jacob Aagaard                | Lew Psachis                          |                                      |
| 2012 | Jurij Dochojan                     | Siergiej Rublewski            | Efstratios Griwas              | Jeroen Bosch                 | Elizbar Ubiława                      | Jurij Razuwajew                      |
| 2013 | Władimir Czuczełow                 | Zsuzsa Polgár                 | Li Wienling                    | Giennadij Sosonko            | Boris Postowski                      | Uwe Bönsch                           |